# Minute-Man
Minute-Man (vero nome Jack Weston) è un super eroe immaginario.

## Storia di pubblicazione
Chiamato come i minutemen della Rivoluzione Americana e indossando un costume ispirato alla bandiera degli Stati Uniti, fu originariamente pubblicato dalla Fawcett Comics. Insieme agli altri personaggi della Fawcett, fu acquisito dalla DC Comics, e fece una breve comparsa in Shazam! nel 1976, e ne Il potere di Shazam! tra il 1995 e il 1996.

## Biografia del personaggio
Durante la seconda guerra mondiale, Jack Weston è un militare in condizioni fisiche perfette che indossa un costume patriottico e che divenne il Minute-Man, l'"uomo esercito" che combatté gli agenti nemici. La sua identità segreta era nota al suo ufficiale superiore, il Generale Milton, che inviò Minute-Man in una missione non-autorizzata dietro le linee nemiche. Minute-Man fu membro di un gruppo locale di eroi di Fawcett City, il Crime Crusade Club.
Prima della mini-serie Crisi sulle Terre Infinite, Minute-Man esisteva sulla parallela Terra-S, casa degli eroi della Fawcett. Fece la sua prima comparsa su Shazam! quando salvò Billy da Mr. Mind e la Rainbow Squad, che lo catturò e imbavagliò. Capitan Marvel si sentì incapace di combattere contro le femmine, così Minute-Man gli mostrò come fare, ispirandolo a combattere la Squad, rivelando così che il loro leader, Mr. Wonderful, era in realtà il suo vecchio nemico, il verme alieno super intelligente Mr. Mind. In questa incarnazione, il personaggio fu anche membro della Squadron of Justice, una squadra di eroi Fawcett che unirono le forze con la Justice League e la Justice Society. Fu incorporato nell'Universo DC all'inizio della Crisi.
Nella nuova linea temporale, Weston difese Fawcett City per tanto tempo, dopo la guerra, con i suoi amici eroi. Ritiratosi infine dalla vita super eroica, lo si vide nei panni di un agente governativo nella serie Il Potere di Shazam!, agendo occasionalmente come alleato di Capitan Marvel.

## Morte
In Justice Society of America (vol. 3) n. 3, Jack Weston (chiamato erroneamente Jack Burton), i suoi figli e i suoi nipoti furono uccisi nel sonno da un assassino sconosciuto nella loro casa a Clearwater in Florida. Quella di Minute-Man fu una delle tre linee di sangue super eroice patriottiche distrutte dagli sforzi di Vandal Savage, insieme a quelle di Mr. America, di Comandante Acciaio e del Generale Glory. Savage volle mettere un fermo alla prevalenza delle discendenze che ereditavano i vecchi ruoli eroici e/o i poteri dei loro cari.